# الشرقية للدخان والسجائر
 ايسترن كومباني  أو الشركة الشرقية للدخان، هي إحدى الشركات التابعة للشركة القابضة للصناعات الكيماوية، والتي تتبع وزارة قطاع الأعمال العام المصرية.

## التأسيس
تأسست في مصر بمرسوم من السلطان أحمد فؤاد في 12 يوليو 1920، برأس مال قدره 25 ألف جنيه مصري، وعُدل النظام الأساسي للشركة وفقاً لأحكام قانون شركات قطاع الأعمال العام رقم 203 لسنة 1991 ولائحته التنفيذية كان الغرض منها أنذاك، محاربة الإنتاج الأجنبي للسجائر، وبصعود ونجاح الشركة الشابة استسلمت لها شركات السجائر الأرمينية في مصر للدخان اندمجت بداية شركة دخان ماتوسيان المساهمة مع الشركة الشرقية. وبذلت الأخيرة كل وسيلة لاحتواء صناعة الدخان المصرية حتي استسلمت لها عام 1927 مؤسسات: ميلكونيان وجامسراجان وإيبيكيان من الأرمن، وصوصة وماخريديس وباباثوليوجو من اليونانيين، فضلا عن مؤسستي ماسبيرو الإنجليزية وشركة الدخان الإنجليزية الأمريكية، فقد دفعت الشركة لكل مؤسسة قيمة أصولها الثابتة والمنقولة وحافظت علي اسم المؤسسة والماركات التي تنتجها، وعينت صاحب المؤسسة في وظيفة مدير" مدي الحياة"، واشترطت الشركة عليهم ألا يمارسوا أية نشاطات بطريقة مباشرة أو غير مباشرة تتعلق بالدخان تصنيعا وبيعا، ليس في مصر فقط، إنما في السودان وفلسطين وسورية أيضا لمدة خمس سنوات.وجدير بالذكر ان بعض الارمن قد أسسوا عدة مصانع صغيرة بين عامي 1927-1930 لمنافسة سوق الشركة الشرقية، وبعد التأميم، اندمجت “ماتوسيان” صاحبة سجائر “كليوباترا”، تحت لواء “الشرقية للدخان”، لتصبح حينها الشركة الرائدة للسجائر في مصر، وهي تُنتج حاليًا 13 نوعًا من السجائر، أشهرها «كليوباترا»، «كليوباترا بوكس»، و«سوبر ستار».
لكن عندها حق تصنيع مع العملاق العالمي فيليب موريس لتصنيع ماركات مثل مارلبورو وكينت وغيرها من الماركات المشهورة لفليب موريس.

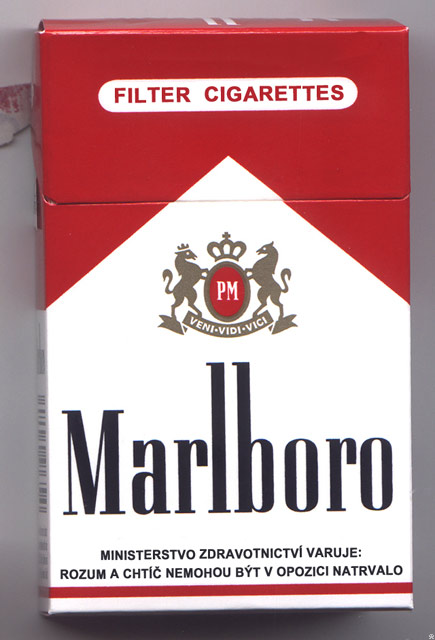
علبة سجائر مارلبورو

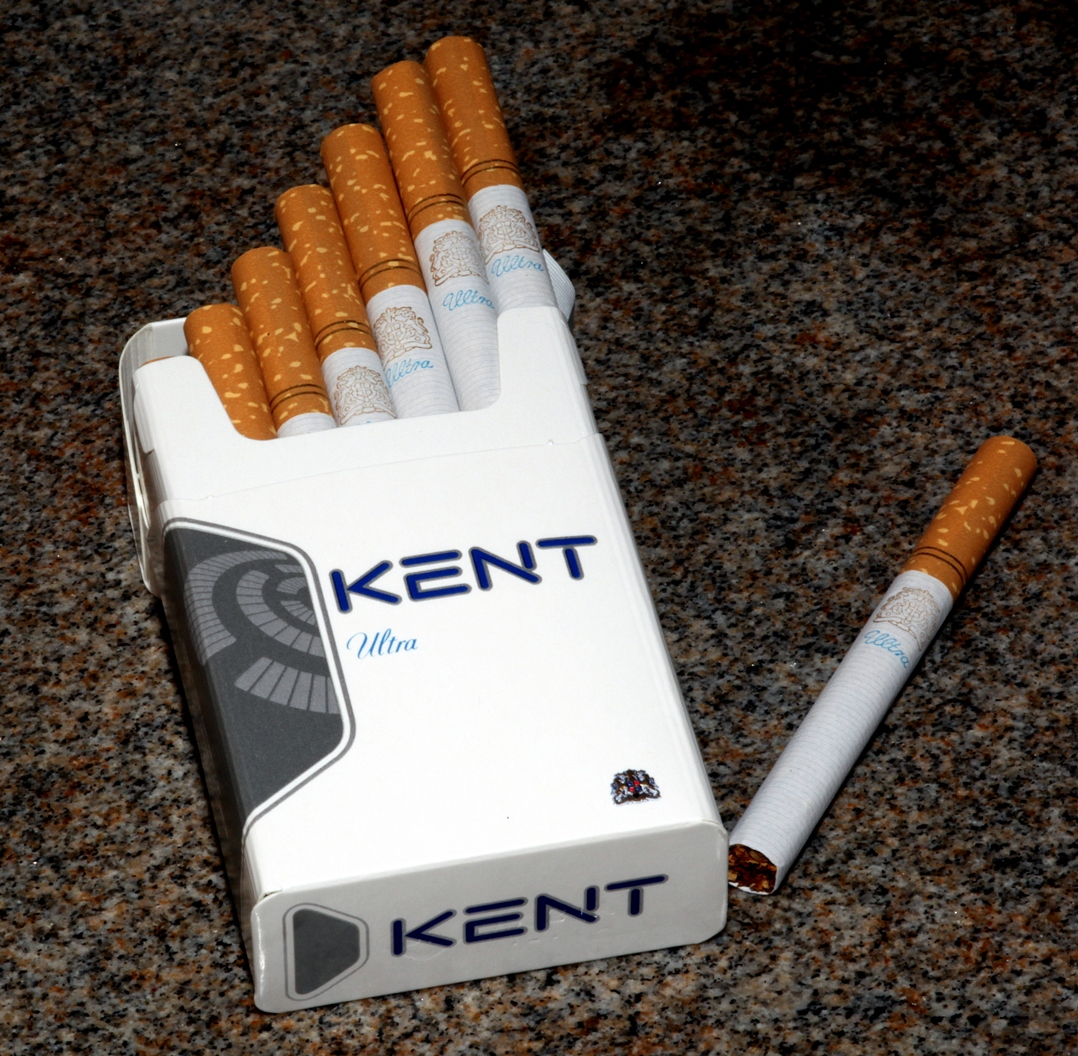
علبة سجائر كنت

و أصبحت دامجة لعدة شركات بهذا المجال فيها وهي (مصر للدخان والنصر للدخان ودخان ماتوسيان بالإضافة لعدة شركات أرمنية ويونانية وإنجليزية).

## نشاط الشركة
- صناعة وتجارة الأدخنة ومنتجاتها ومستلزماتها.[7]
- مزاولة أي نشاط استثماري أو مالي أو تجارى أو صناعي أو زراعي أو خدمي.[8]
- تملك وتشييد العقارات وشراء وتقسيم الأراضي وذلك لأغراض الاستغلال أو التأجير أو البيع.[9]
- الاستيراد والتصدير والوكالات التجارية.
- تأسيس أو المشاركة في تأسيس أو شراء الشركات أو المساهمة فيها والتي تزاول داخل أو خارج جمهورية مصر العربية أياً من أغراض الشركة، أو قد تعاون على تحقيق أو تنمية أي من أغراضها، وذلك بعد موافقة الشركة القابضة كما تسعى الشركة من خلال سياسة الجودة إلى تحقيق التميز والقدرة التنافسية والربحية العالية لمنتجاتها وكسب رضاء عملائها بكافة الأسواق المحلية والخارجية. وقد تحقق نتيجة هذه السياسات تطـبيق نظام فعال وموثق لتوكيد الجودة يلبى متطـلبات المواصفة الدولية (أيزو 9001:2008).[10]

### مصانع ومقارات الشركة
- 9 مصانع لإنتاج أصناف السجاير والغليون والسيجار بالجيزة والطالبية والإسكندرية والسادس من أكتوبر
- 3 مصانع لإنتاج أصابع الفلتر بالجيزة والطالبية والإسكندرية.
- مصنع لإنتاج علب الكرتون والطباعة بمخازن الزمر بالجيزة.
- 6 مصانع لإنتاج دخان المعسل بالجيزة والطالبية والإسكندرية ومنوف وطنطا وأبوتيج
- 3 مصانع لإنتاج الدخان المجنس بالجيزة والطالبية والإسكندرية.
- 2 مصنع للتصنيع الأجنبى بالزمر والطالبية.
- وتم نقل مصانع السجائر بالكامل الي مصانع السادس من أكتوبر.
- المقر المركزي لقطاعات التسويق بمنطقة سانت تريزا بشبرا.
- مايقرب من 5000 مقر فرعي ومخزن للتسويق علي مستوى الجمهورية.

### إنتاج الشركة من السجائر حاليا
- - جولدن كينج
  - سوبر ستار
  - بلمونت
  - كليوباترا بوكس (أحمر - أزرق- أبيض)
  - كليوباترا كوين ورقية
  - كليوباترا بوكس كوين
  - كليوباترا بلاك ليبول
  - بوسطن
  - لايت
  - مونديال (أحمر - أزرق)
  - جولدن ويست (أحمر - أزرق)

إنتاج الشركة من المعسل:
- - سلوم (80-150-250-700 جم)
  - قص الكوكب الذهبى (أصفر - أحمر 50-150-250 جم)
  - ماتوسيان شعر (أخضر وأحمر 25-40 جم)
  - معسل فارس نكهات
  - معسل كريستال نكهات

تبغ الغليون
- - كابتن بايب
  - ليجيشن بايب
  - شيري

سيجار
- - كورونا
  - كورونا صغير
  - كورونا كبير
  - كورونا بارطولو
  - كورونا ديلوكس
  - فيرونا
  - ميني فيرونا
  - توسكاني صغير
  - توسكاني مخصوص
  - مديانيتوس عادي
  - مديانيتوس اسبيشيال (5 أنواع)
  - تشرشل
  - ربيستو[11]

## حصص المساهمين بالشركة
- شركة جلوبال للاستثمار القابضة المحدودة الإماراتية 30%[12]
- الشركة القابضة للصناعات الكيماوية (المملوكة للحكومة المصرية) 20.95%
- صناديق استثمار "ألان جيري" 7.21%
- اتحاد العاملين المساهمين 5.20%
- الأسهم الحرة للتداول بالبورصة 36.20%.[13]

## مساهمات في شركات أخرى
- الشركة المتحدة للتبغ 24% [14][15]

## وصلات خارجية
- الموقع الرسمي